# ستاگایا-کو، توکیو
منطقهٔ سِتاگایا (به ژاپنی: 世田谷区 Setagaya-ku) یکی از ۲۳ منطقه ویژه توکیو پایتخت ژاپن است. 
این منطقه در جنوب غربی توکیو واقع شده و ۵۸٬۰۶ کیلومتر مربع مساحت دارد که بعد از منطقهٔ اوتا بزرگترین منطقهٔ ویژهٔ توکیو محسوب می‌شود. این منطقه با استان کاناگاوا هم مرز است و در مرز بین این دو، رود تاما جاری است.

## سفارت‌خانه‌های ستاگایا
- تانزانیا
- آنگولا
- کامرون
- لیبریا
- رواندا

## نگارخانه

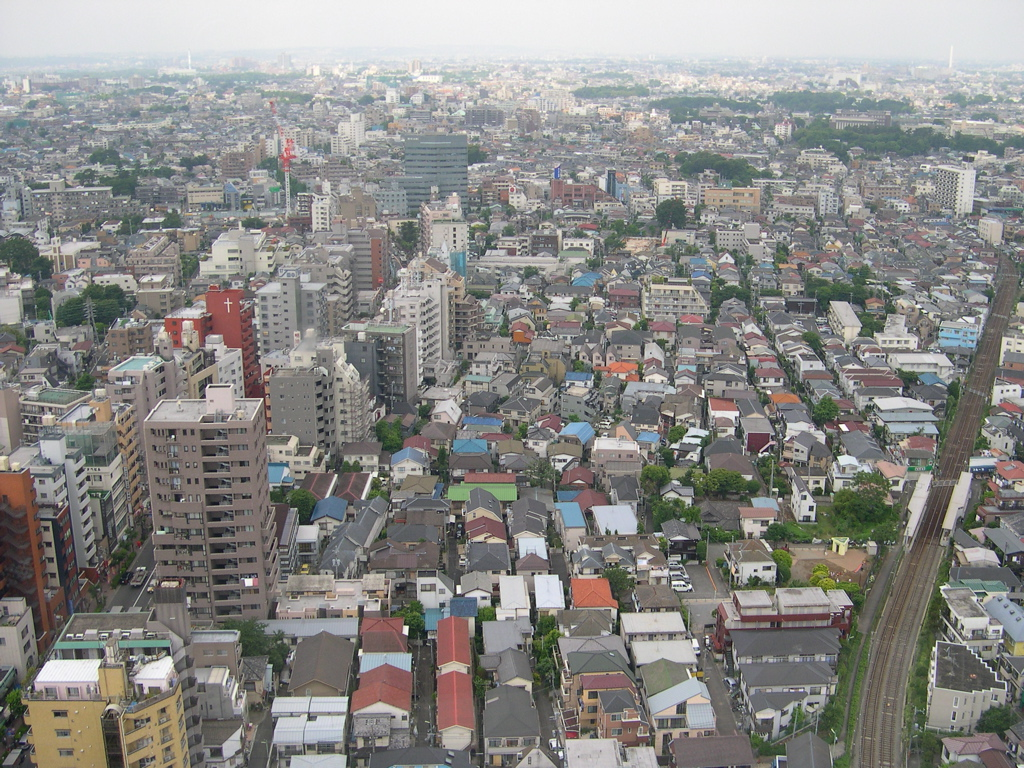
نمای غربی از روی برج کاروت، سانگنجایا، ستاگایا، توکیو